# Stor-Blåsjön
Stor-Blåsjön (och den sammanhängande Lill-Blåsjön) (sydsamiska: Plaavere) är en fjällsjö i Strömsunds kommun i Jämtland och ingår i Ångermanälvens huvudavrinningsområde. Stor-Blåsjön har ett maxdjup på 144 meter och är därmed Sveriges fjärde djupaste sjö. Medeldjupet är 43,1 meter och sjöns totala area är 31,1 kvadratkilometer. Vattenytan ligger på 433 meters höjd över havet. Vid provfiske har elritsa, röding och öring fångats i sjön. Vid sjöns norra strand ligger byn Stora Blåsjön.
Blåsjöns största tillflöden är Mittiälven, Lillälven, Ankarälven och Lejarälven. Sjön avvattnas genom Blåsjöälven som ingår i Ångermanälvens vattensystem, till sjön Stor-Jorm. Sjön är reglerad och vattenytan varierar med 13 meter (424–437 m ö.h.). Blåsjöfallets kraftstation byggdes 1957 och ligger nära älvens utflöde i Stor-Jorm.

## Delavrinningsområde
Stor-Blåsjön ingår i det delavrinningsområde (718721-142268) som SMHI kallar för Utloppet av Stor-Blåsjön. Medelhöjden är 515 meter över havet och ytan är 106,61 kvadratkilometer. Räknas de 119 avrinningsområdena uppströms in blir den ackumulerade arean 941,25 kvadratkilometer. Faxälven som avvattnar avrinningsområdet har biflödesordning 2, vilket innebär att vattnet flödar genom totalt 2 vattendrag innan det når havet efter 339 kilometer. Avrinningsområdet består mestadels av skog (54 procent). Avrinningsområdet har 40,57 kvadratkilometer vattenytor vilket ger det en sjöprocent på 38 procent.

## Bildgalleri

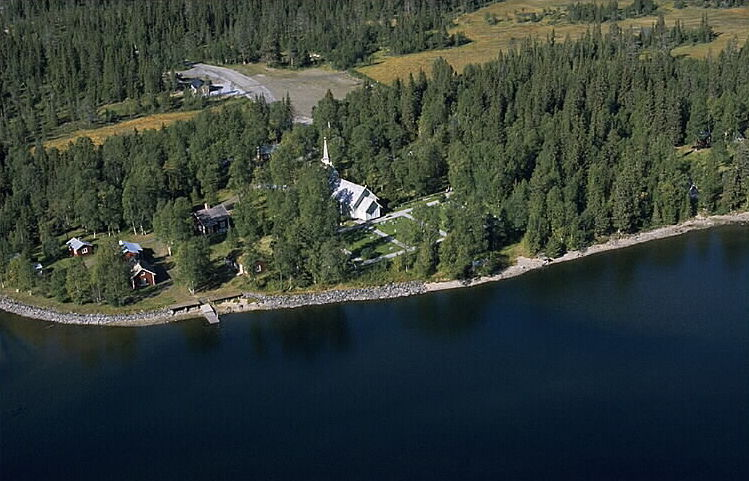
Ankarede kapell och Ankarede kyrkplats vid Lejarälvens utlopp i Stor-Blåsjön
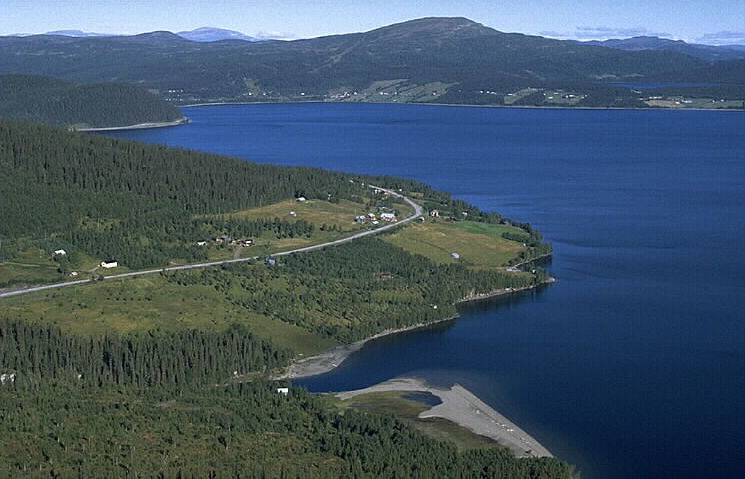